# Trilacuna simianshan
Trilacuna simianshan es una especie de araña araneomorfa del género Trilacuna, familia Oonopidae. Fue descrita científicamente por Tong & Li en 2018.
Habita en China.